# Alopoglossus tapajosensis
Alopoglossus tapajosensis — вид ящірок родини Alopoglossidae. Ендемік Бразилії. Описаний у 2021 році.

## Поширення і екологія
Alopoglossus tapajosensis мешкають за кількома зразками, зібраними в Бразильській Амазонії, на західному березі річки Тапажос в штаті Пара. Вони живуть у вологих тропічних лісах.